# Кубок Словенії з футболу 1999—2000
Кубок Словенії з футболу 1999–2000 — 9-й розіграш кубкового футбольного турніру в Словенії. Титул втретє здобула Олімпія (Любляна).

## Календар
| Раунд       | Дата                        | Матчі | Клуби   |
| ----------- | --------------------------- | ----- | ------- |
| 1/16 фіналу | 24 липня - 8 серпня 1999    | 16    | 32 → 16 |
| 1/8 фіналу  | 31 серпня - 22 вересня 1999 | 8     | 16 → 8  |
| 1/4 фіналу  | 13/20 жовтня 1999           | 8     | 8 → 4   |
| 1/2 фіналу  | 1/8 березня 2000            | 4     | 4 → 2   |
| Фінал       | 10/17 травня 2000           | 2     | 2 → 1   |

## 1/16 фіналу
| Команда 1            | Рахунок      | Команда 2            |
| -------------------- | ------------ | -------------------- |
| Белтранс (Вержей)    | +:-          | Лесце                |
| 24 липня 1999        |              |                      |
| Драва (Птуй)         | 1:4          | Примор'є             |
| Триглав              | 0:4          | Марибор              |
| Брда                 | 0:2          | Публікум (Цельє)     |
| 25 липня 1999        |              |                      |
| Мура                 | 2:0          | Рудар (Веленє)       |
| Желєзнічар (Марибор) | 1:1 пен. 4:3 | Потрошник (Белтинці) |
| Ілірська Бистриця    | 0:2          | Домжале              |
| Алюміній             | 0:2          | Олімпія (Любляна)    |
| Табор (Сежана)       | 0:1          | Феротерм (Погор'є)   |
| 5 серпня 1999        |              |                      |
| Тромейник            | 0:9          | Гориця               |
| 8 серпня 1999        |              |                      |
| Копер                | 4:1          | Шентюр               |
| Чреншовці            | 5:0          | Палома               |
| Ідрія                | 0:1          | Одранці              |
| Брітоф               | 2:1          | Фактор               |
| Елан (Ново Место)    | 2:1          | Есотех (Шмартно)     |
| 18 серпня 1999       |              |                      |
| Іванчна Гориця       | 0:1          | Коротан (Превалє)    |

## 1/8 фіналу
| Команда 1            | Рахунок | Команда 2          |
| -------------------- | ------- | ------------------ |
| 31 серпня 1999       |         |                    |
| Чреншовці            | 0:8     | Марибор            |
| 22 вересня 1999      |         |                    |
| Домжале              | 0:2     | Примор'є           |
| Желєзнічар (Марибор) | 2:3     | Мура               |
| Олімпія (Любляна)    | 5:1     | Феротерм (Погор'є) |
| Копер                | 0:3     | Гориця             |
| Брітоф               | 0:6     | Публікум (Цельє)   |
| Елан (Ново Место)    | 2:0     | Одранці            |
| Белтранс (Вержей)    | 0:8     | Коротан (Превалє)  |

## 1/4 фіналу
| Команда 1         | Заг. | Команда 2         | 1-й матч | 2-й матч |
| ----------------- | ---- | ----------------- | -------- | -------- |
| 13/20 жовтня 1999 |      |                   |          |          |
| Мура              | 2:6  | Олімпія (Любляна) | 1:2      | 1:4      |
| Гориця            | 5:4  | Елан (Ново Место) | 5:2      | 0:2      |
| Публікум (Цельє)  | 2:5  | Марибор           | 0:2      | 2:3      |
| Примор'є          | 0:3  | Коротан (Превалє) | 0:2      | 0:1      |

## 1/2 фіналу
| Команда 1         | Заг. | Команда 2         | 1-й матч | 2-й матч |
| ----------------- | ---- | ----------------- | -------- | -------- |
| 1/8 березня 2000  |      |                   |          |          |
| Олімпія (Любляна) | 3:2  | Гориця            | 2:1      | 1:1      |
| Марибор           | 3:4  | Коротан (Превалє) | 3:1      | 0:3      |

## Фінал
| Команда 1         | Заг. | Команда 2         | 1-й матч | 2-й матч |
| ----------------- | ---- | ----------------- | -------- | -------- |
| 10/17 травня 2000 |      |                   |          |          |
| Коротан (Превалє) | 2:3  | Олімпія (Любляна) | 2:1      | 0:2      |

## Перший матч
| 10 травня 2000 |

| Коротан (Превалє) | 2:1      | Олімпія (Любляна) |
| ----------------- | -------- | ----------------- |
| Тигань 44', 53'   | Протокол | Кошич 43'         |

| Стадіон на Превалях, Превалє Глядачів: 2 000 Арбітр: Сілво Борошак |

## Повторний матч
| 17 травня 2000 |

| Олімпія (Любляна)      | 2:0      | Коротан (Превалє) |
| ---------------------- | -------- | ----------------- |
| Куйович 44' Кметец 65' | Протокол |                   |

| Бежиград, Любляна Глядачів: 2 000 Арбітр: Роберт Зірнштайн |